# U.S. Men's Clay Court Championships 2022
U.S. Men's Clay Court Championships 2022, oficiálním názvem se jménem sponzora Fayez Sarofim & Co. U.S. Men's Clay Court Championships 2022, byl tenisový turnaj pořádaný jako součást mužského okruhu ATP Tour v River Oaks Country Clubu na otevřených antukových dvorcích. Konal se mezi 4. až 10. dubnem 2022 v texaském Houstonu jako padesátý druhý ročník turnaje. V letech 2020 a 2021 se nehrál pro koronavirovou pandemii.
Turnaj dotovaný 665 330 dolary patřil do kategorie ATP Tour 250. Nejvýše nasazeným hráčem ve dvouhře se po odhlášení Ruuda stal třináctý hráč světa a šampion březnového Indian Wells Masters Taylor Fritz ze Spojených států. Jako poslední přímý účastník do hlavní singlové soutěže nastoupil 117. hráč žebříčku, Peruánec Juan Pablo Varillas. Australan Nick Kyrgios nastoupil do prvního antukového turnaje od Rome Masters 2019.
V důsledku invaze Ruska na Ukrajinu na konci února 2022 řídící organizace tenisu ATP, WTA a ITF s grandslamy rozhodly, že ruští a běloruští tenisté mohli dále na okruzích startovat, ale do odvolání nikoli pod vlajkami Ruska a Běloruska.
Čtvrtý singlový titul na okruhu ATP Tour a první antukový vybojoval Američan Reilly Opelka. V rámci otevřené éry se jednalo o finále, do něhož nastoupili v součtu výšek dva nejvyšší tenisté, 211 cm vysoký Opelka a Isner s výškou 208 cm. Čtyřhřu ovládli Australané Matthew Ebden s Maxem Purcellem, pro něž to byla první společná trofej.

## Rozdělení bodů a finančních odměn

### Rozdělení bodů
| Soutěž  | vítězové | finalisté | semifinalisté | čtvrtfinalisté | 16 v kole | 32 v kole | Q  | Q2 | Q1 |
| ------- | -------- | --------- | ------------- | -------------- | --------- | --------- | -- | -- | -- |
| dvouhra | 250      | 150       | 90            | 45             | 20        | 0         | 12 | 6  | 0  |
| čtyřhra | 250      | 150       | 90            | 45             | 0         | —         | —  | —  | —  |

### Finanční odměny
| Soutěž                              | vítězové | finalisté | semifinalisté | čtvrtfinalisté | 16 v kole | 32 v kole | Q2    | Q1    |
| ----------------------------------- | -------- | --------- | ------------- | -------------- | --------- | --------- | ----- | ----- |
| dvouhra                             | 90 495 $ | 52 790 $  | 31 035 $      | 17 985 $       | 10 440 $  | 6 380 $   | 3 190 | 1 740 |
| čtyřhra                             | 31 440 $ | 16 820 $  | 9 860 $       | 5 510 $        | 3 250 $   | —         | —     | —     |
| částka ve čtyřhře je uvedena na pár |          |           |               |                |           |           |       |       |

## Mužská dvouhra

### Nasazení
| Stát                           | Hráč            | ATP | Nasazení |
| ------------------------------ | --------------- | --- | -------- |
| Norsko                         | Casper Ruud     | 8.  | 1.       |
| USA                            | Taylor Fritz    | 13. | 2.       |
| USA                            | Reilly Opelka   | 18. | 3.       |
| USA                            | John Isner      | 22. | 4.       |
| Chile                          | Cristian Garín  | 30. | 5.       |
| USA                            | Frances Tiafoe  | 31. | 6.       |
| USA                            | Tommy Paul      | 37. | 7.       |
| USA                            | Jenson Brooksby | 39. | 8.       |
| Žebříček ATP k 21. březnu 2022 |                 |     |          |

### Jiné formy účasti
Následující hráči obdrželi divokou kartu do hlavní soutěže:
- Nick Kyrgios
- Jack Sock
- J.J. Wolf

Následující hráči postoupili z kvalifikace:
- Gijs Brouwer
- Christian Harrison
- Mitchell Krueger
- Max Purcell

Následující hráči postoupili z kvalifikace jako šťastní poražení:
- Steven Diez
- Michael Mmoh

### Odhlášení
před zahájením turnaje
- Kevin Anderson → nahradil jej  Daniel Elahi Galán
- Francisco Cerúndolo → nahradil jej  Juan Pablo Varillas
- Lloyd Harris → nahradil jej  Sam Querrey
- Adrian Mannarino → nahradil jej  Steve Johnson
- Jaume Munar → nahradil jej  Steven Diez
- Casper Ruud → nahradil jej  Michael Mmoh
- Kwon Sun-u → nahradil jej  Denis Kudla

## Mužská čtyřhra

### Nasazení
| Stát                                                                      | Hráč              | Stát      | Hráč            | ATP  | Nasazení |
| ------------------------------------------------------------------------- | ----------------- | --------- | --------------- | ---- | -------- |
| Austrálie                                                                 | Matthew Ebden     | Austrálie | Max Purcell     | 69.  | 1.       |
| Mexiko                                                                    | Santiago González | Polsko    | Łukasz Kubot    | 84.  | 2.       |
| Austrálie                                                                 | Nick Kyrgios      | USA       | Jack Sock       | 94.  | 3.       |
| Mexiko                                                                    | Hans Hach Verdugo | USA       | Austin Krajicek | 101. | 4.       |
| Žebříček ATP k 21. březnu 2022; číslo je součtem umístění obou členů páru |                   |           |                 |      |          |

### Jiné formy účasti
Následující páry obdržely divokou kartu do hlavní soutěže:
- William Blumberg /  Max Schnur
- Nick Kyrgios /  Jack Sock

### Odhlášení
před zahájením turnaje
- Nicholas Monroe /  Frances Tiafoe → nahradili je  Nicholas Monroe /  Fernando Romboli
- Marcos Giron /  Hunter Reese → nahradili je  Pablo Cuevas /  Hunter Reese

## Přehled finále

### Mužská dvouhra
- Reilly Opelka vs.  John Isner, 6–3, 7–6(9–7)

### Mužská čtyřhra
- Matthew Ebden /  Max Purcell vs.  Ivan Sabanov /  Matej Sabanov, 6–3, 6–3